# Slobodan Boškan
Slobodan Boškan (em sérvio:  Слободан Бошкан; Novi Sad, 18 de agosto de 1975) é um jogador de voleibol sérvio que, competindo pela Iugoslávia, conquistou a medalha de ouro nos Jogos Olímpicos de 2000.

## Carreira
Boškan disputou sua primeira e única Olimpíada na edição de Sydney 2000, onde a seleção da então Iugoslávia que chegou a final do torneio olímpico após vencer a favorita Itália nas semifinais, conquistando a inédita medalha de ouro após vitória sobre a Rússia por 3 sets a 0.